# Кобзарев, Александр Александрович
Алекса́ндр Алекса́ндрович Ко́бзарев (25 декабря 1905  [7 января 1906], Рязань — 27 июня 1984, Москва) — советский авиационный инженер, учёный в области технологий производства авиационной техники, государственный деятель, Герой Социалистического Труда.

## Биография
Александр Кобзарев родился в 25 декабря 1905 году в Рязани. В 1931 году окончил филиал Московского авиационного института при Центральном аэрогидродинамическом институте (ЦАГИ).
В 1931 году он начал работать инженером в ЦАГИ. Поcле ЦАГИ с 1936 года работал в авиационной промышленности на разных должностях:
- начальник цеха, начальник производства — главный инженер Казанского авиационного завода № 22 (1936—1951);
- начальник Лётно-исследовательского института МАП СССР (1951—1954)[3];
- заместитель министра авиационной промышленности СССР (1954—1973)[3].

Внёс значительный вклад в создание новых типов ракетного вооружения для кораблей Военно-Морского Флота СССР.
Кобзарев занимался и научно-педагогической работой. Он доктор технических наук (1971), профессор (1951). В период с 1947 по 1953 годы заведовал кафедрой в Академии авиационной промышленности.
Возглавлял редакцию отраслевого научно-технического журнала «Авиационная промышленность» (1972—1984). 
В 1973 году вышел на пенсию, персональный пенсионер союзного значения.
Александр Александрович Кобзарев жил в Москве. Он умер 27 июня 1984 года, похоронен в Москве на Кунцевском кладбище.

## Награды и звания
- Герой Социалистического Труда — за большие заслуги в деле создания и производства новых типов ракетного вооружения (закрытый указ Президиума Верховного Совета СССР от 28 апреля 1968 года)[6][7]
- Два ордена Ленина (1944, 1963) и четыре ордена Трудового Красного знамени (1945, 1953, 1957, 1959)[7][3]
- Государственная премия СССР (1967)[3]